# Artiora obscura
Artiora obscura är en fjärilsart som beskrevs av Aigner 1906. Artiora obscura ingår i släktet Artiora och familjen mätare. Inga underarter finns listade i Catalogue of Life.